# 危機の構造
『危機の構造』（ききのこうぞう）は、小室直樹の著書。副題は「日本社会崩壊のモデル」。ダイヤモンド社、1976年10月28日初版発行。1982年2月18日増補版発行。1991年2月10日中公文庫版発行。2022年8月に新装版発行。

## 概要
この本は、書下ろしではないが、小室の単独の著作として最初の本である（二冊目が『ソビエト帝国の崩壊』）。
谷沢永一は、自著にてこの本を紹介する際「時代のタテマエに抗して、時代の盲点を抉り出す、論理的思考の気魄を示す」とコメントしている。　中公文庫版には、小室の門下生の一人である橋爪大三郎による解説がつけられている。

## 姉妹編『日本「衆合」主義の魔力』について
『日本「衆合」主義の魔力ー危機はここまで拡がっているー』は、『危機の構造』の姉妹編として、『エコノミスト』と『中央公論』に発表した論文をまとめ、同じくダイヤモンド社より刊行されたものである（1982年2月18日初版発行）。
- 小室には、教育問題に関するもの、経済学に関するもの、政治に関するものの著作が数多く存在するが、ここに掲載されているものは、小室が有名になる以前に書かれたものがほとんどで、小室の学説を研究するには貴重な資料となるものである。